# اچ‌ام‌ای‌اس کیبرون (جی۸۱)
اچ‌ام‌ای‌اس کیبرون (جی۸۱) (به انگلیسی: HMAS Quiberon (G81)) یک کشتی بود. این کشتی در سال ۱۹۴۲ ساخته شد.